# Omisión de Nueva Zelanda en los mapas

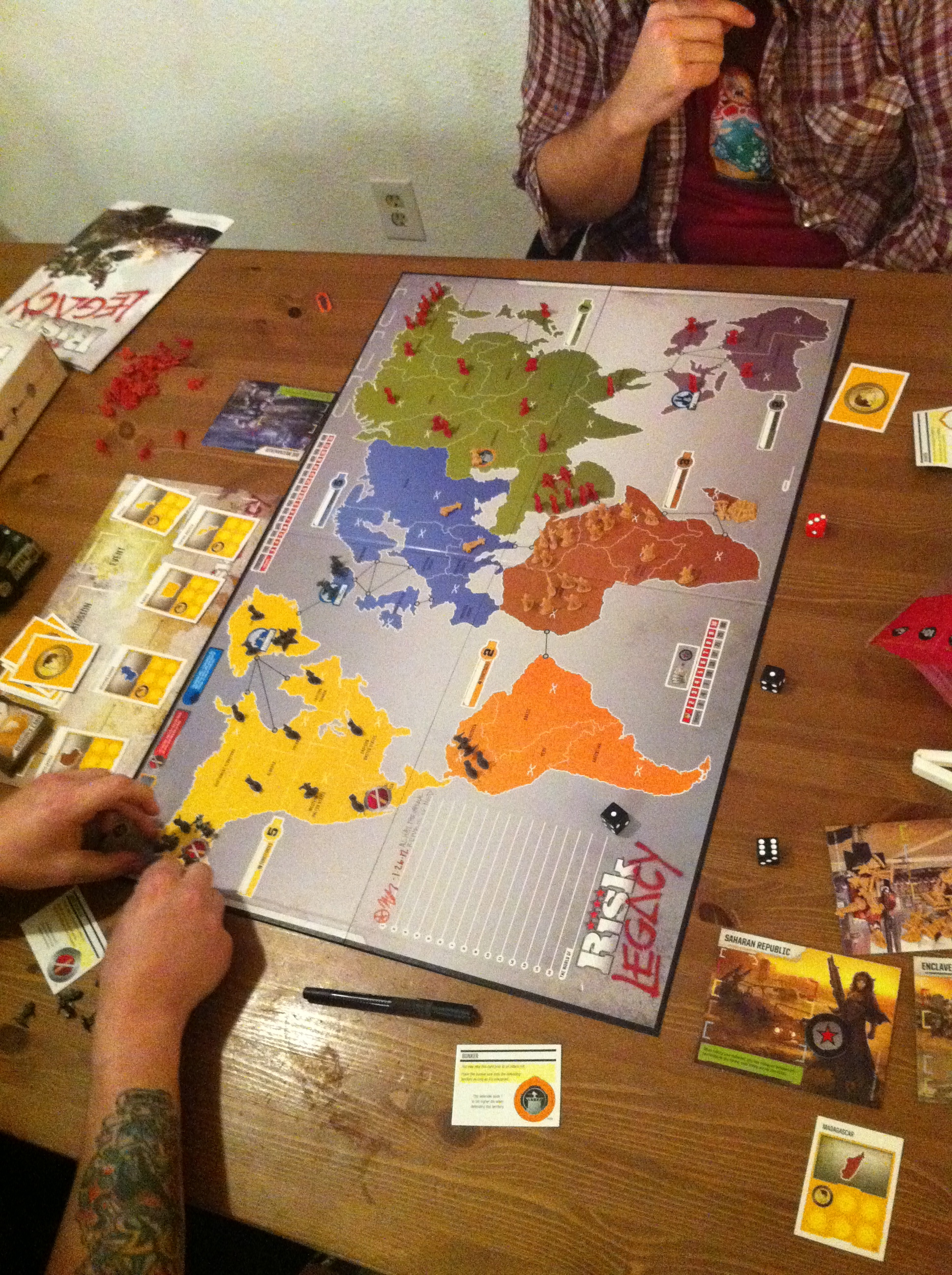
Mapa del popular juego de mesa Risk (edición Legacy), que no incluye a Nueva Zelanda.

Nueva Zelanda ha sido frecuentemente omitida de los mapas mundiales, lo que ha generado la atención de los neozelandeses. Se cree que esto se debe al uso generalizado de la proyección de Mercator y a la práctica cartográfica habitual de colocar a Europa en el centro, lo que deja a Nueva Zelanda en la esquina inferior derecha de los mapas. Esto a veces provoca que los cartógrafos la pasen por alto, la eliminen accidentalmente al recortar el mapa o simplemente no la incluyan por conveniencia. 
Nueva Zelanda ha sido excluida de los mapas del Museo Nacional de Historia Natural en Washington. DC. En los Estados Unidos, en las tiendas IKEA, en el mapa de los juegos de mesa Pandemic y Risk, en el mapa de la Cumbre de Seguridad Nuclear de 2014 en la que participó el Primer Ministro de Nueva Zelanda, John Key, en un sello del mapa mundial en la Oficina de las Naciones Unidas en Ginebra, en el periódico Daily Mail, en el boletín Gobierno Ejecutivo Defense One, en la revista Forbes, en la plataforma de medios digitales Mashable, en el Aeropuerto Internacional de Pyongyang en Corea del Norte y en el logotipo de la Flat Earth Society. También fue excluido de los mapas que promocionaban la Copa Mundial de Rugby de 2015, a pesar de que Nueva Zelanda era el campeón mundial en ese momento.
Este fenómeno recurrente se ha convertido en un meme muy popular entre los neozelandeses. Existen comunidades en Tumblr y Reddit, como World Maps Without New Zealand y r/MapsWithoutNZ, respectivamente, que se enfocan en este tema, con 10.000 y 30.000 miembros, aproximadamente, en 2017. En 2019, un usuario de r/MapsWithoutNZ notó que un mapa, el "BJÖRKSTA world map", a la venta por 30 dólares en una tienda IKEA en Washington D. C., no incluía a Nueva Zelanda. Como resultado, IKEA se disculpó y retiró el producto de sus tiendas. Además, en Reddit se pueden encontrar comunidades similares dedicadas a la omisión de Flevoland en los Países Bajos, Hawái en los Estados Unidos y Tasmania en Australia de los mapas del mundo.
El Gobierno de Nueva Zelanda reconoció este fenómeno al presentar un mapa del mundo en el que deliberadamente se omitía al país, en la página de error 404 de su sitio web oficial. La página decía "falta algo". Además, en 2018, se publicó un vídeo de una campaña turística en el que la entonces primera ministra Jacinda Ardern y el actor y comediante neozelandés Rhys Darby discutían sobre por qué Nueva Zelanda era excluida de los mapas del mundo. En el vídeo, Darby bromeó diciendo que todo era parte de una conspiración contra Nueva Zelanda. La campaña promovió el hashtag #getnzonthemap.